# Suérido
Suérido (em latim: Sueridus) ou Sueridas foi um chefe tribal gótico do século IV, que esteve ativo nas fileiras do exército romano durante o reinado do imperador Valente (r. 364–378).

## Vida

Diocese da Ásia ca. 400. A província do Helesponto está ao centro

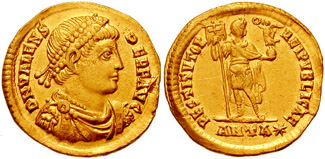
Soldo do imperador Valente r.

Nada se sabe sobre sua origem ou parentesco. Segundo o historiador Luis A. Garcia Moreno, existe a possibilidade dele ter pertencido à linhagem real dos Rosomonos, cujos membros envolveram-se no episódio da vingança contra o rei grutungo da dinastia dos Amalos Hermenerico (m. 375). Suérido aparece pela primeira vez no começo de 377, quando, segundo Amiano Marcelino, era o comandante, ao lado de Colias, dum pequeno grupo de godos a quem havia sido concedida permissão pelos romanos para invernar em Adrianópolis. De acordo com Amiano, Suérido e seu parceiro tomaram conhecimento da revolta encabeçada pelo nobre tervíngio Fritigerno, mas optaram por manter-se neutros ao "consideraram seu próprio bem-estar a coisa mais importante de todas."
O imperador Valente, temeroso da proximidade entre os rebeldes e o contingente estacionado em Adrianópolis, enviou uma carta ordenando que Colias e Suérido marchassem para leste à província do Helesponto. Ambos solicitaram comida e dinheiro para a jornada, bem como o adiamento da mesma por dois dias para os preparativos. Um magistrado local, furioso pelos danos causados anteriormente pelos godos em sua vila suburbana, reuniu uma multidão armada e incitou-a contra eles. Os cidadãos exigiram que os godos seguissem as ordens e deixassem a cidade imediatamente.
Os homens de Colias e Suérido inicialmente mantiveram-se parados, mas quando foram atacados com maldizeres e projéteis, atacaram e mataram muitos. Os godos então deixaram a cidade e juntaram-se a Fritigerno. A última menção a eles ocorre pouco depois, quando realizaram um cerco mal-sucedido contra Adrianópolis. Apesar disso, Simon MacDowall propõe que estiveram presentes na decisiva Batalha de Adrianópolis de 378 na qual o próprio imperador pereceu.
Para Noel Lenski, embora tenham se subordinado a Fritigerno, muito provavelmente retiveram algum controle pessoal sobre os homens que comandavam originalmente.